# Rhodomantis queenslandica
Rhodomantis queenslandica är en bönsyrseart som beskrevs av Sjöstedt 1918. Rhodomantis queenslandica ingår i släktet Rhodomantis och familjen Mantidae. Inga underarter finns listade i Catalogue of Life.